# Schar (Fluss)
Der Schar (kasachisch Шар; russisch Чар / Tschar) ist ein linker Nebenfluss des Irtysch in Osten von Kasachstan.

## Flusslauf
Der Schar entspringt 20 km nördlich von Kökpekti. Er fließt in überwiegend nordwestlicher Richtung durch die Wüstenlandschaft im Norden von Kasachstan. Er passiert das Verwaltungszentrum Kalbatau (ehemals Georgijewka), die gleichnamige Stadt Schar sowie den Ort Nowotaubinka. Die Fernstraße E127 führt entlang dem Flusslauf. Anschließend wendet er sich nach Norden und mündet 45 km östlich von Semei in den Irtysch.
Der Schar hat eine Länge von ungefähr 230 km. Sein Einzugsgebiet umfasst mehr als 14.000 km². Der Fluss wird hauptsächlich von der Schneeschmelze gespeist. Im April beträgt der mittlere Abfluss 52 km oberhalb der Mündung am Pegel Karpowka 31 m³/s, das Jahresmittel liegt bei 6,2 m³/s.